# Udo Wegner
Udo Wegner (alemany: Udo Hugo Helmuth Wegner)  (Berlín, 4 de juny de 1902 - Heidelberg, 25 de juny de 1989) va ser un matemàtic nazi alemany.

## Vida i Obra
Fill d'un industrial berlinès, Wegner va fer els estudis universitaris a la universitat de Berlín entre 1921 i 1925. A continuació va ser assistent al Institut de Càlculs Astronòmics (que aleshores era a Berlín) i a la universitat de Göttingen, on va obtenir l'habilitació per a la docència universitària el 1929. El 1931 va ser nomenat professor de la Universitat Tècnica de Darmstadt, on va començar a manifestar afinitat amb les idees nazis i es va afiliar a les SA el 1933. Tot i que va ser candidat a reemplaçar la vacant deixada per Richard Courant a Göttingen, no es va arribar a materialitzar El 1937 va ser nomenat professor de la universitat de Heidelberg i director del seu Institut de Matemàtiques, substituint Arthur Rosenthal qui havia estat destituït per ser jueu. Durant la Segona Guerra Mundial va intentar, sense gaire èxit, crear un institut de recerca aeronàutica a la universitat.
El primer d'abril de 1945, el Setè Exèrcit dels Estats Units va ocupar Heidelberg i el dia 4, Wegner era arrestat i detingut amb altres professors i dignataris nazis de la ciutat. Va ser alliberat el maig, però va ser definitivament destituït de la universitat el novembre de 1945. La càtedra no li va ser oferta al seu antic titular, Rosenthal, sinó que va ser ocupada per William Threlfall.
Va emigrar a França, on va treballar durant un temps a l'ONERA (laboratori aeroespacial francès) i com professor de secundària. El 1956 va retornar a Alemanya en ser nomenat professor de mecànica de la universitat del Sarre, on va romandre fins al 1965. Els últimas anys abans de la seva jubilació el 1970, els va passar com professor de mecànica a les universitats d'Aquisgrà i de Stuttgart.
El 1972, la universitat de Stuttgart va publicar un volum de mecànica, Beiträge zur Mechanik, commemorant el seu setanta aniversari. Després de retirar-se va tornar a Heidelberg on va morir el 1989.
Wegner va publicar una desena d'articles científics i, tot i que va haver cert interès en publicar una monografia seva sobre aplicacions conformes, mai es va arribar a materialitzar. Courant, el 1957, disculpava els seus erros polítics i elogiava les seves habilitats matemàtiques, tot i no haver estat en contacte durant molts anys.